# Ma lascia stare, ma chi te lo fa fare
Ma lascia stare, ma chi te lo fa fare è il primo album in studio della cantante italiana Marinella, pubblicato nel 1981.

## Descrizione
È l'unico album di Marinella, e comprende la sua produzione musicale fino ad allora, incluse le due canzoni portate al Festival di Sanremo nel 1979 e nel 1981.

## Tracce
1. Ma chi te lo fa fare
2. Su con la vita
3. Ciao, come spero di te
4. Maria, butta la pasta
5. Ma l'amore mio non muore
6. Autunno, cadono le Pagine Gialle
7. Depressive Rock
8. Datemi del sugo
9. Mi è scaduto il libretto della Mutua
10. Cosa avete da ridere